# Verrucella rigida
Verrucella rigida is een zachte koraalsoort uit de familie Ellisellidae. De koraalsoort komt uit het geslacht Verrucella. Verrucella rigida werd in 1910 voor het eerst wetenschappelijk beschreven door Nutting. 